# 유영 (패유왕)
패유왕 유영(沛幽王 劉榮, ? ~ 164년)은 후한 후기의 황족이다.

## 생애
건강 원년(144년), 아버지 패효왕의 뒤를 이어 패왕에 봉해졌다.
연희 7년(164년)에 죽어 시호를 유(幽)라 하였고, 아들 유종이 작위를 이었다.

## 출전
- 범엽, 《후한서》 권7 효환제기·권42 광무십왕열전

| 선대 아버지 패효왕 유광 | 후한의 패왕 144년 - 164년 정월 경인일 | 후대 아들 패효왕 유종 |